# Gerberga Burgundská
Gerberga Burgundská (asi 965/6 – 7. červenec 1018/1019) byla členkou staršího rodu Welfů. Poprvé se provdala za hraběte Heřmana I. z Werl a podruhé za Heřmana II. Švábského.

## Život a potomci
Gerberga se narodila v Arles jako dcera Konráda Burgundského a Matyldy Francouzské, dcery Ludvíka IV. a Gerbergy Saské. Její tetou z otcovy strany byla Adéla Burgundská. Přes matku byla příbuzná s Ludvíkem IV. Francouzským, Otou I. Velikým a Karlem Velikým.

### První manželství
Gerberga se asi roku 978 poprvé provdala za Heřmana I. z Werl. Heřman zemřel mezi lety 985-988. Měli spolu několik dětí:
- Heřman II. z Werl
- Rudolf z Werl
- Bernard I. z Werl

### Druhé manželství
V roce 988 se Gerberga provdala za Heřmana II. Švábského. Měla s ním několik dětí:
- Matylda Švábská
- Gisela Švábská
- Heřman III. Švábský
- Bertold
- Beatrix

### Patronát
V září 997 daroval Ota III. na intervenci Gerbergy panství Stockhausen ženskému klášteru v Meschede. Stockhausen se nachází ve středověké čtvrti Lochtrop, která byla součástí hrabství Werl. V roce 997 vládl hrabství Werl syn Gerbergy z prvního manželství, Heřman II. z Werl. Hrabství Werl mělo s tímto klášterem dlouhodobé spojení. Otec Heřmana II., Heřman I. z Werle byl zastáncem Meschede. A jeden z jeho předků, také Heřman, se v roce 913 choval podobně jako obhájce.
V květnu roku 1000 vydal Ota III. patent, jímž převzal ženský klášter Oedingen pod svou ochranu. Oedingen založila se synovým svolením Gerberga Burgundská. V roce 1042 se její vnučka, také Gerberga (dcera Heřmana II. z Werl), stala abatyší z Oedingenu.

## Smrt
Gerberga zemřela v Nordgau, Bavorsku. Nekrology označují za den jejího úmrtí 7. červenec 1018 nebo 1019.